# Edirne-Palast

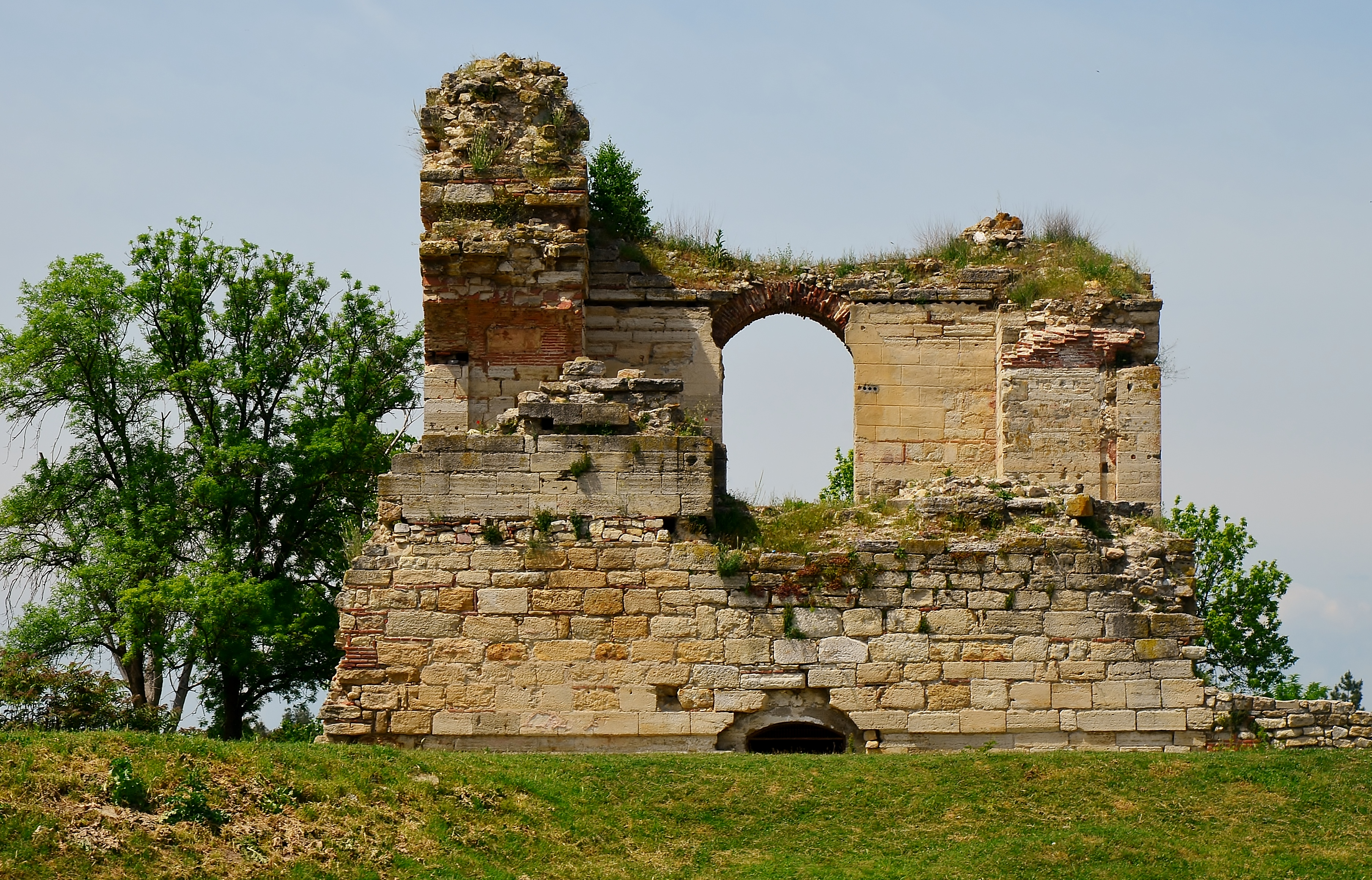
Überreste des Cihannüme Kasrı

Der Edirne-Palast (türkisch Edirne Sarayı), auch Neuer Kaiserlicher Palast (osmanisch Sarây-ı Cedîd-i Âmire), ist ein osmanischer Sultanspalast in Edirne. Erbaut wurde der Palast im 15. Jahrhundert und in den folgenden Jahrhunderten ständig erweitert und ausgebaut.

## Geschichte

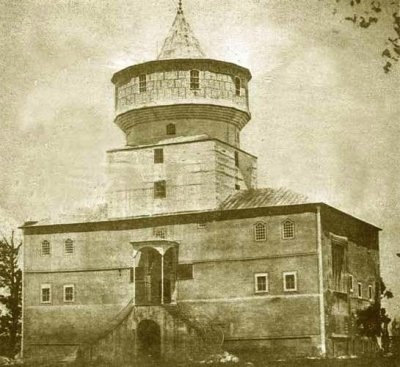
Historische Fotografie des Cihannüma Kasrı.

Der Palast wurde in einem Wald von 30 bis 35 Hektar Fläche nördlich der Stadt am Ufer des Flusses Tunca errichtet. Ausgerichtet waren die ersten Gebäude nach Mekka. Der Bau des Gebäudekomplexes begann 1450 auf Veranlassung von Murad II. und wurde nach dem Tode des Sultans unterbrochen. Unter Mehmed II. wurde der Palast 1475 weitgehend fertiggestellt. In den folgenden Jahren wurde der Palast unter Süleyman I. ständig ausgebaut. Auch im 17. und 18. Jahrhundert wurde der Komplex insbesondere unter Mehmed IV. erweitert.
Ab 1718 war der Palast verwaist, weil Ahmed III. seinen Sitz nach Konstantinopel verlegte. Erst 1768 kehrte Mustafa III. in den Palast zurück. Während des Leerstandes waren die Gebäude zunehmend verfallen. Die Zerstörung schritt fort, als 1752 ein Erdbeben den Palast verwüstete und 1776 ein Feuer ausbrach. Im Jahr 1825 sanierte Mahmud II. Teile der Residenz. Doch schon vier Jahre später wurden die Gebäude bei der Schlacht von Adrianopel von russischen Truppen schwer beschädigt und dann als Militärcamp genutzt. Zwischen 1868 und 1873 wurden einige der Gebäude von den Provinzgouverneuren wiederaufgebaut. Schließlich wurde der Palast weitgehend zerstört, als ein Munitionsdepot nahe dem Palast auf Befehl des Gouverneurs von Edirne gesprengt wurde, aus Angst vor den sich nähernden russischen Truppen während des Russisch-Osmanischen Krieges (1877/78). Steine und architektonische Elemente wurden in der Folgezeit geplündert und andernorts verwendet.
Der Archäologe Mustafa Özer von der Bahçeşehir Üniversitesi, der die Ausgrabungen und Restaurierungsarbeiten leitet, erklärte, dass man einige Fotografien des Palastes vor der Zerstörung erhalten habe. Man glaubt, dass der russische Fotograf Dmitri Iwanowitsch Jermakow (1846–1916), der nach historischen Berichten als Armeetopograf am Russisch-Türkischen Krieg teilgenommen hatte, Edirne in den 1870er Jahren aus geheimdienstlichen Gründen besucht und die Stadt Straße für Straße fotografiert hatte. Özer betont die Bedeutung der Palastfotos für den Wiederaufbau und die Restaurierungsarbeiten und glaubt, dass mehr Fotos existieren.

## Palastgebäude

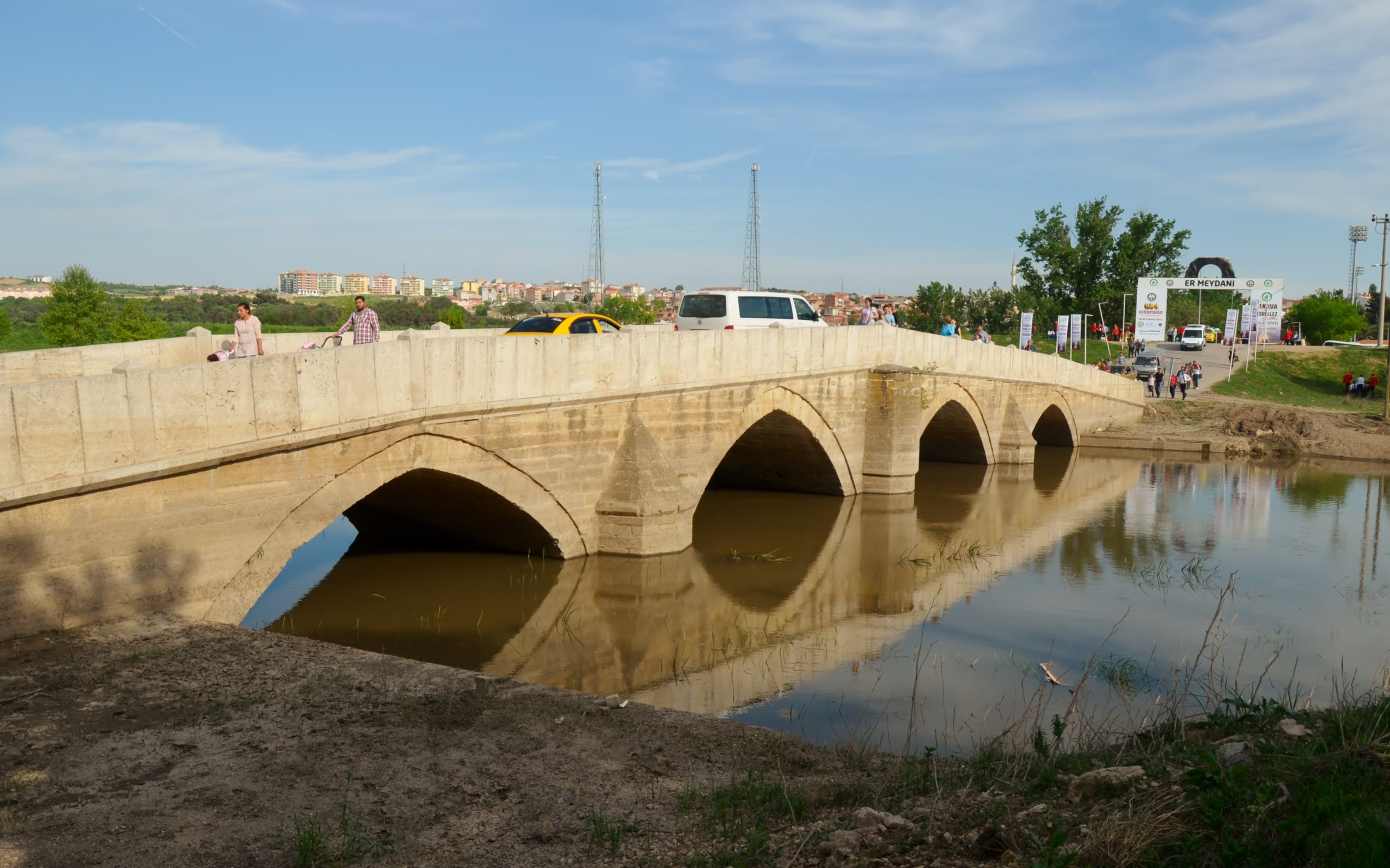
Kanuni-Brücke

Der Palastkomplex besteht aus 72 Gebäuden mit 117 Räumen, 14 Villen, 18 Badehäusern, 8 Mescits und Moscheen, 17 Toren und 13 Kellern. Zu den Glanzzeiten des Palastes lebten hier etwa 34.000 Menschen. Mehr als 6.000 Bedienstete arbeiteten in der Residenz. Architektonisch warren die Bauwerke geprägt von seldschukischer und timuridischer Architektur.
Man betrat den Palast über die schmale Fatih-Brücke und das Haupttor Bab'üs Sa'ade (dt. Tor der Glückseligkeit, auch Ak Ağalar Kapısı, dt. Tor der weißen Haremsdiener) und gelangte in einen ersten Hofbezirk. Durch ein weiteres Tor gelangte man in den zweiten Hof und zum dritten Hof, dessen Zutritt streng reglementiert war. Während der erste Hof zur Außenzone des Palastes gehörte, waren der zweite und der dritte Hof geschützte Bereiche.
Bayezid II. ließ das Flussbett des Tunca verbreitern und Deiche bauen. Der Edirne-Palast wurde dann in einem zweiten großen Bauabschnitt unter Süleyman I. und seinem Hofarchitekten Sinan ausgebaut und ein großer Palastgarten angelegt. Während dieser Zeit wurde der Palast umgestaltet, die Landschaftstopographie wurde neu gestaltet und die Probleme bei der Wasserversorgung gelöst. Sinan stellte dem Palast fließendes Wasser durch einen Kanal zur Verfügung, der aus dem nahe gelegenen Dorf Taşlımüsellim in die Stadt Edirne führte. Um den Palast vor Überschwemmungen durch den Kanal zu schützen, wurde dieser in Form eines Kreisbogens um den Palast herumgebaut und vereinigte sich dann mit dem Tunca in der Nähe der Saraçhane-Brücke. Fluss und Kanal umgaben das Palastareal und machten so eine Schutzmauer überflüssig.
Murad IV. baute den İmadiye-Pavillon und den Prozessionspavillon; das Iftar-Haus, das Jagdhaus und das Gärtnerhaus stammten von Mehmed IV.

### Cihannüma Kasrı und Bab'üs Sa'ade

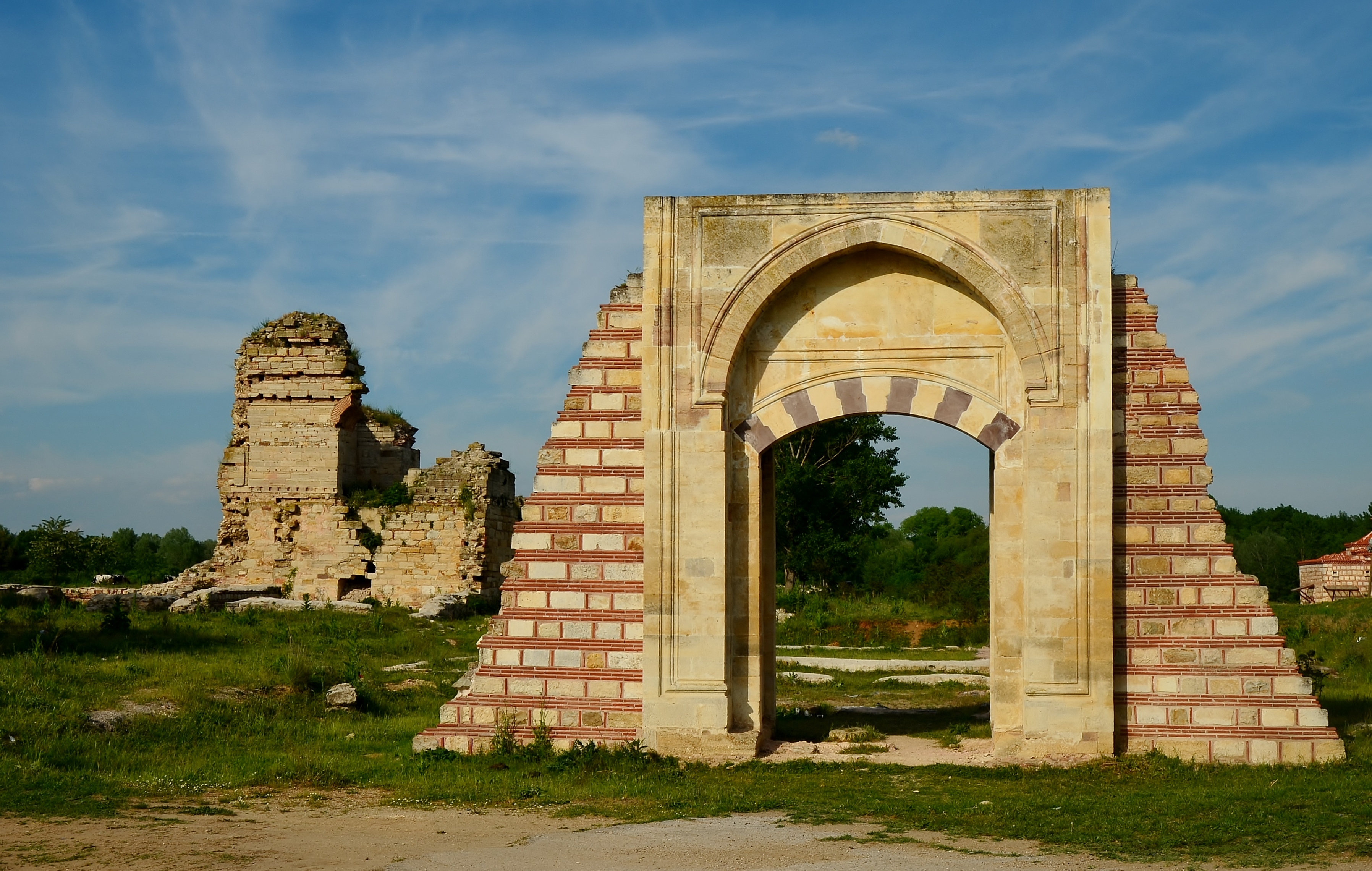
Haupttor Bab'üs Sa'ade und Cihannüma Kasrıim im Hintergrund

Das Hauptgebäude des Palasts war der 1450/51 errichtete Cihannüma Kasrı (dt. Panorama-Pavillon) oder auch Taht-ı Hümayun (dt. Kaiserlicher Thron). Hier befanden sich der Raum des Sultans, der Flaggenraum, eine Bibliothek, ein Andachtsraum und weitere Räume. Im Süden des Pavillons wurden für Mehmed IV., Mustafa II. und Ahmed III. drei Pavillons angebaut. Daran schlossen sich die Räume für die Valide Sultan (Sultansmutter) an, für die vier Ehefrauen des Sultans, den Kronprinzen (Şehzade), die Konkubine (Cariye), für Offiziere und Leibwächter, außerdem ein Krankenhaus und eine Empfangshalle. Westlich des Pavillons und vor der Empfangshalle lag das Bab'üs Sa'ade oder Ak Ağalar Kapısı (Tor des weißen Aghas).
Das Hauptgebäude lag am Ende des zweiten Palastbezirks. Mitte des 19. Jahrhunderts bekam das Gebäude von Abdülaziz eine mächtige Außentreppe mit einer Marmorterrasse.
Im Jahr 2001 begannen die archäologischen Arbeiten am Palasttor Bab'üs Sa'ade und der Empfangshalle, die bis 2004 liefen. Es ist geplant, die kompletten Palastgebäude zu restaurieren und als Kongresszentrum zu nutzen.
Aufgrund der Ausmaße ist der Cihannüma Kasrı der bedeutendste Teil des Gebäudekomplexes. Im Zentrum des Daches des siebengeschossigen Bauwerks saß ein mächtiger quadratischer Turm mit oktogonalem Turmzimmer. Erste archäologische Untersuchungen fanden hier schon 1956 statt.

### Saʿdabad
Von der Wohnstätte des Glücks ist nichts erhalten. Kurz nach der Rückkehr des Hofstaates aus Konstantinopel im Jahr 1661 ließ die Sultansmutter für ihren Sohn Mehmed IV. in der nordöstlichen Ecke nahe dem Tunca ein neues Gebäude errichten. Das Haus hatte ein Audienzzimmer und Empfangsräume, außerdem eine Schatzkammer und ein Badehaus. Das Innere war prächtig gestaltet mit Stuck und Fayencen, die mit floralen Mustern bemalt waren. Das Holzgebäude besaß zwei Reihen Buntglasfenster und hatte die Form eines Zeltes.
Später baute Mehmed IV. nahe dem Gebäude ein weiteres mit kreuzförmigem Grundriss mit mehreren Wohnräumen und einem Schwimmbecken von 133 Quadratmetern. Im Hauptraum des lichtdurchfluteten Gebäudes stand ein großer Brunnen. Dieses Gebäude nannte man Saʿdabad.

### Kum Kasrı Hamamı

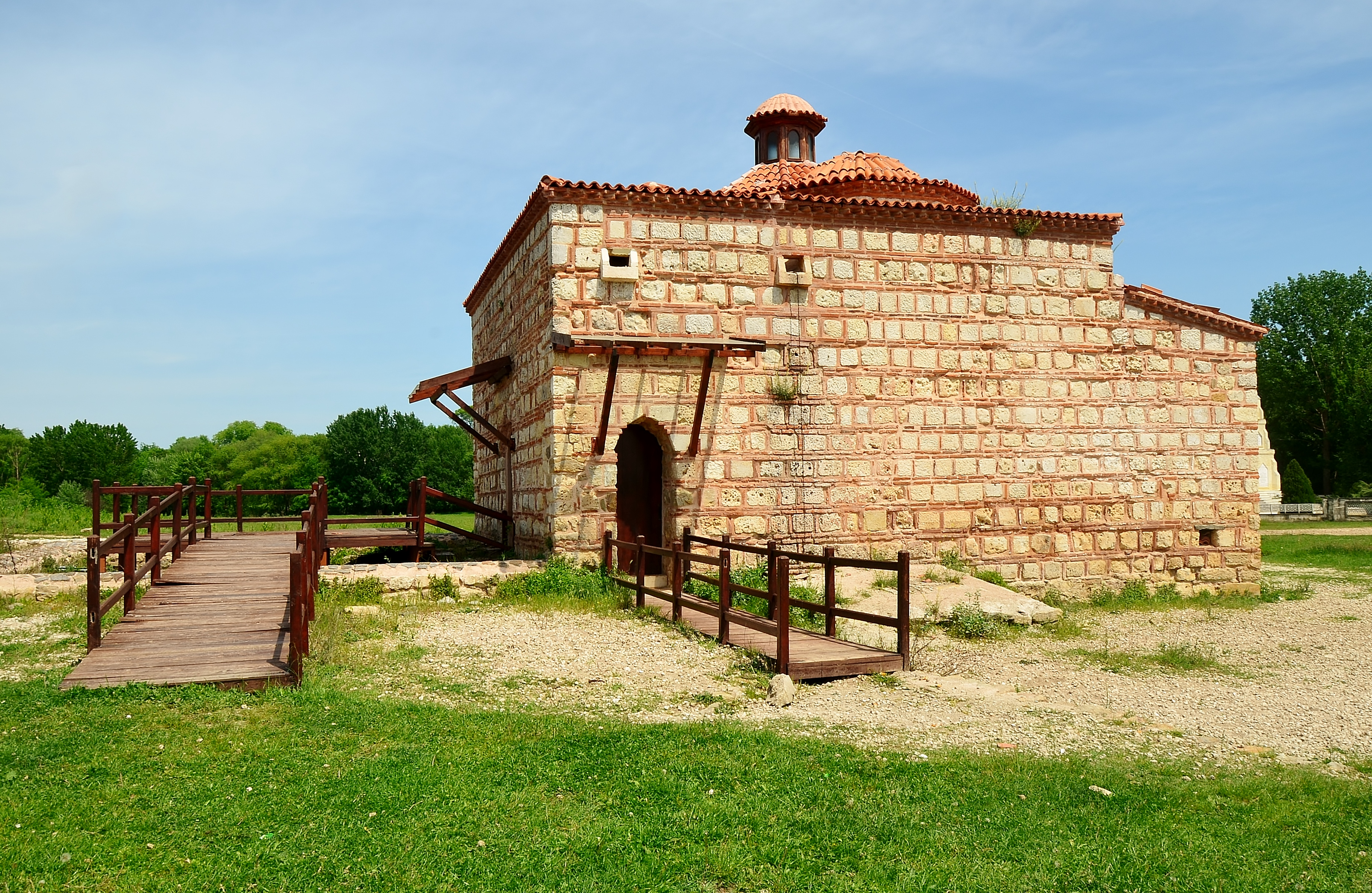
Kum Kasrı Hamamı (Badehaus)

Im Jahr 2000 wurden an dem Badehaus erste umfassende archäologische Arbeiten vorgenommen und ein Wasserversorgungssystem entdeckt. Erbaut wurde das Gebäude mit drei Kuppeln und einem Iwan von Mehmed dem Eroberer als einfaches Badehaus mit einem „Sıcaklık“ (Caldarium), „Ilıklık“ (Tepidarium) und „Soğukluk“ (Frigidarium). Das Badehaus war über einen Fußweg mit dem Palast verbunden.

### Kaiserliche Küche (Matbah-ı Amire)

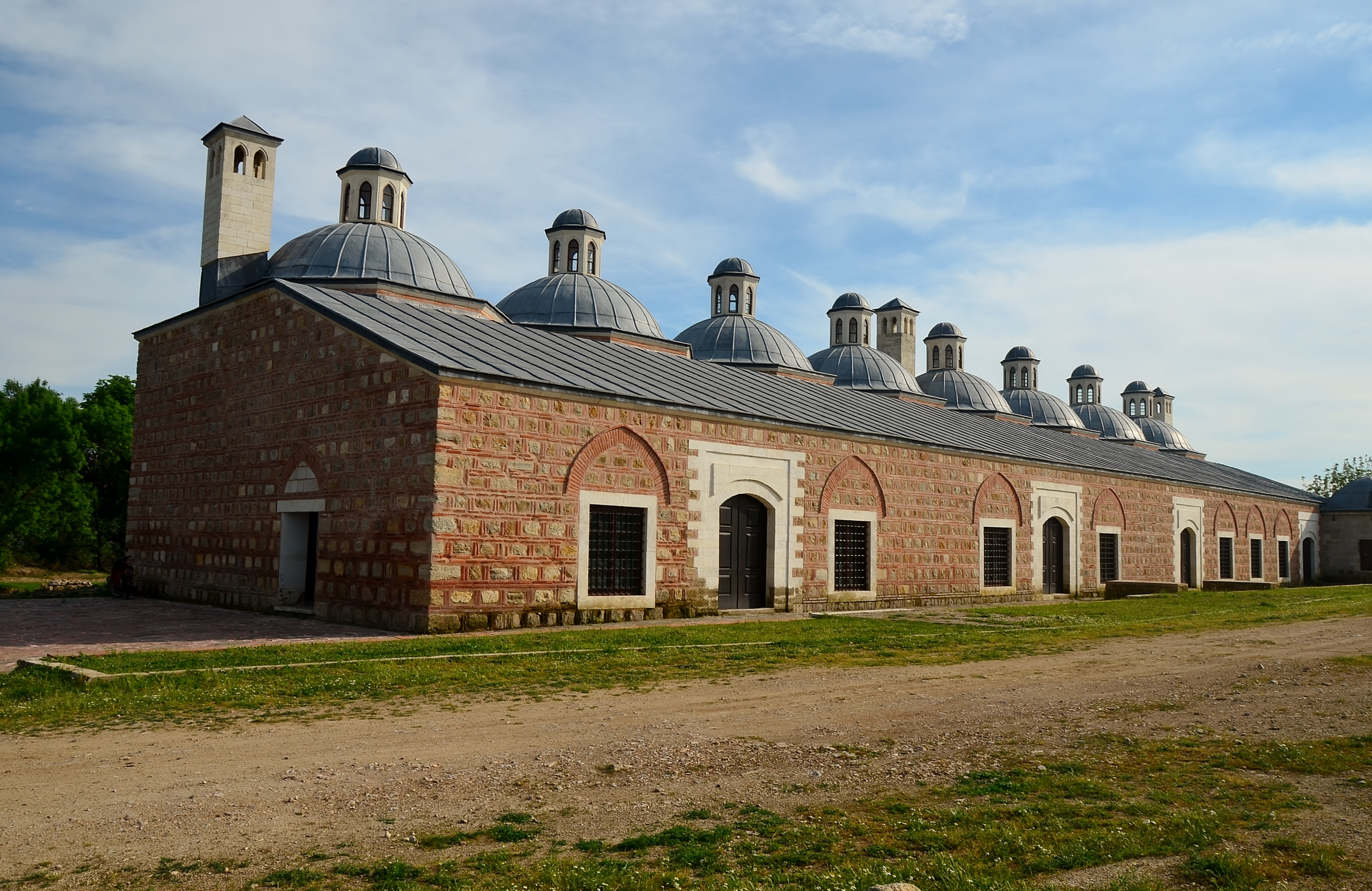
Die restaurierte Palastküche

Südlich des größten Hofes lag die „Matbah-ı Amire“ (Palastküche). Das lang gestreckte Gebäude wurde mit acht Kuppeln über einem rechteckigen Grundriss errichtet. Die Nordfassade des Gebäudes war weitgehend zerstört. Das Gebäude wurde in den vergangenen Jahren restauriert.

### Kasr-ı Adalet

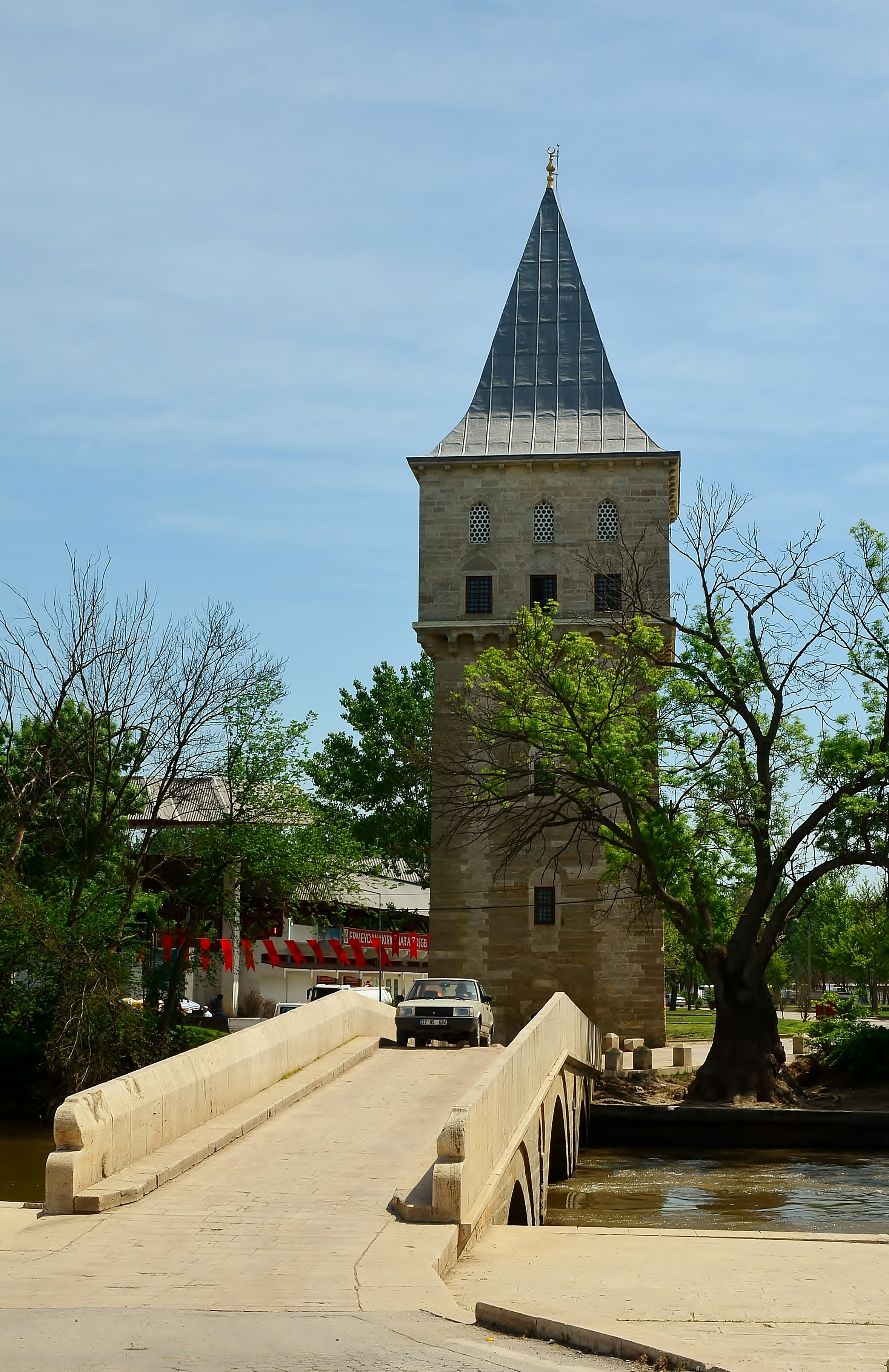
Fatih-Brücke und Kasr-ı Adalet

Der Gerechtigkeitspavillon wurde 1561 von Süleyman I. errichtet und ist das einzig vollständig erhaltene Gebäude der Anlage. Der Turm wurde über einem quadratischen Grundriss errichtet und besitzt ein auskragendes Obergeschoss mit Metall-Spitzhelm. Es liegt an der Fatih-Brücke, die 1452 von Mehmed dem Eroberer erbaut worden war. Vor dem Gebäude stehen noch zwei Steinsäulen. Die rechte, der „Respektstein“ ( Seng-i Hürmet) genannt, wurde verwendet, um Petitionen an den Sultan zu überbringen, die linke wurde „Warnstein“ genannt (Seng-i İbret), um die abgeschlagenen Köpfe von Verbrechern öffentlich auszustellen.

### Su Maksemi
Vom einstigen Wasserdepot ist nur wenig erhalten. Das dreigeschossige Gebäude mit Kellergeschoss wurde über einem rechteckigen Grundriss in Nord-Süd-Richtung errichtet. Das erste Obergeschoss wurde über dem zweigeschossigen Untergeschoss errichtet und ist zweigeteilt. Die Innenwände von zwei Räumen waren wohl von Tonnengewölben überspannt. Aufgrund von Architektur und Baumaterialien vermuten Archäologen, dass das Gebäude im 15. Jahrhundert erbaut wurde.

### Namazgah
Nordöstlich des Kum Kasrı Hamamı befindet sich eine Gebetsstätte, die in der zweiten Hälfte des 16. Jahrhunderts erbaut wurde. Hinter dem Mihrab befindet sich ein Brunnen.

### Kanuni-Brücke
Die Brücke trägt ihren Namen nach einem Beinamen von Süleyman I., der auch der Gesetzgebende (türkisch Kanuni Sultan Süleyman) genannt wurde. Die Brücke über den Fluss Tunca verbindet die Palastgärten mit der Stadt. Erbaut wurde die Brücke in den Jahren 1553/54 mit einer Länge von 60 Metern und vier Bögen.

### Av Köşkü
Erbaut wurde das Jagdhaus im Jahr 1671 von Mehmed IV., der auch Mehmed der Jäger genannt wurde. Das Gebäude wurde 2002 restauriert.

## Umgebung
Unmittelbar östlich an die Palastanlage schließt sich der „Friedhof der Balkankriege“ an.